# كوهي (حومة لنجة)
کوهي (بالفارسية: کوهی) هي قرية تقع في إيران في منطقة مركزية ريفية. يقدر عدد سكانها بـ 49 نسمة .